# دیلن لوئیزر
دیلن لوئیزر (انگلیسی: Dylan Louiserre؛ زادهٔ ۲ فوریهٔ ۱۹۹۵) بازیکن فوتبال اهل فرانسه است که در پست هافبک بازی می‌کند.
از باشگاه‌هایی که در آن بازی کرده‌است می‌توان به باشگاه فوتبال لو آور و باشگاه فوتبال گنگام اشاره کرد.
وی همچنین در تیم ملی فوتبال زیر ۲۰ سال فرانسه بازی کرده‌است.